# Scarus flavipectoralis
Scarus flavipectoralis là một loài cá biển thuộc chi Scarus trong họ Cá mó. Loài này được mô tả lần đầu tiên vào năm 1958.

## Từ nguyên
Tính từ định danh của loài được ghép bởi hai từ trong tiếng Latinh: flavus ("màu vàng") và pectoralis ("thuộc vùng ngực"), hàm ý đề cập đến màu vàng của vây ngực ở cả hai giới.

## Phạm vi phân bố và môi trường sống
S. flavipectoralis có phạm vi phân bố tập trung ở Tây Thái Bình Dương, thưa vắng hơn ở Đông Ấn Độ Dương (chỉ được ghi nhận tại Rạn san hô Scott và Seringapatam và quần đảo Ashmore và Cartier). Từ vùng biển Việt Nam, loài này được ghi nhận trên khắp các nhóm đảo thuộc khu vực Tam giác San Hô, trải dài về phía đông đến quần đảo Caroline (Palau và Liên bang Micronesia), quần đảo Marshall, Vanuatu, Nouvelle-Calédonie, Tonga và Niue (New Zealand), về phía nam đến rạn san hô Great Barrier và đảo Lord Howe (Úc).
S. flavipectoralis sống gần các rạn san hô viền bờ và rạn san hô trong các đầm phá, thường ở khu vực có nền đáy cát, độ sâu đến ít nhất là 40 m (thường được quan sát ở độ sâu hơn 20 m).

## Mô tả
S. flavipectoralis có chiều dài cơ thể tối đa được biết đến là 40 cm. Vây đuôi cụt ở cá cái và lõm vào trong ở cá đực trưởng thành. Cá đực còn có thêm răng nanh ở phía sau các phiến răng.
Đầu và một phần thân trước (trên gốc vây ngực) của cá đực có màu nâu da cam, phần thân còn lại có màu xanh lục lam với các vạch màu hồng cam trên vảy. Vây ngực trong suốt, màu vàng. Có dải màu xanh lục từ trước mõm kéo dài ra sau đến trên gốc vây ngực, băng ngang qua mắt. Cá đực lớn hơn có một mảng màu vàng trên thân sau kéo dài đến cuống đuôi. Vây đuôi có vệt màu cam tươi ở rìa sau, viền xanh lam ở hai thùy với dải màu hồng cam ở giữa. Vây lưng và vây hậu môn màu xanh, có các dải sọc hồng cam. Cá cái và cá con có màu nâu xám (nhạt hơn ở bụng và sẫm hơn ở đầu); vây ngực trong suốt phớt vàng (vàng tươi ở gốc vây).
Số gai vây lưng: 9; Số tia vây ở vây lưng: 10; Số gai vây hậu môn: 3; Số tia vây ở vây hậu môn: 9; Số tia vây ở vây ngực: 14.
S. flavipectoralis có nhiều nét tương đồng với Scarus maculipinna, như vùng màu nâu cam ở thân trước (của S. flavipectoralis lan rộng về phía sau hơn), dải sọc xanh băng qua mắt và kiểu màu của vây đuôi. Tuy nhiên, S. maculipinna đực lại không có vệt vàng ở thân sau như S. flavipectoralis.

## Sinh thái học
Thức ăn của S. flavipectoralis chủ yếu là tảo. S. flavipectoralis có thể sống đơn độc hoặc hợp thành từng nhóm.
S. flavipectoralis được đánh bắt để làm thực phẩm, và cũng có thể được xuất khẩu thương mại.